# Apterostigma tramitis
Apterostigma tramitis é uma espécie de inseto do gênero Apterostigma, pertencente à família Formicidae.